# Propustek
Propustek je stavba tunelového typu o světlosti přibližně do 2 metrů, která slouží k vedení vody pod úrovní koruny cesty či pod náspem. Propustky většinou převádějí dešťovou vodu z příkopu výkopového svahu zemního tělesa, mohou být ale využívány i k převádění menších vodotečí, či pro migraci drobných živočichů pod železniční tratí, silnicí či jinou stavbou.
Někdy mohou být propustkem i průchody pro pěší, které plní funkci podchodu.

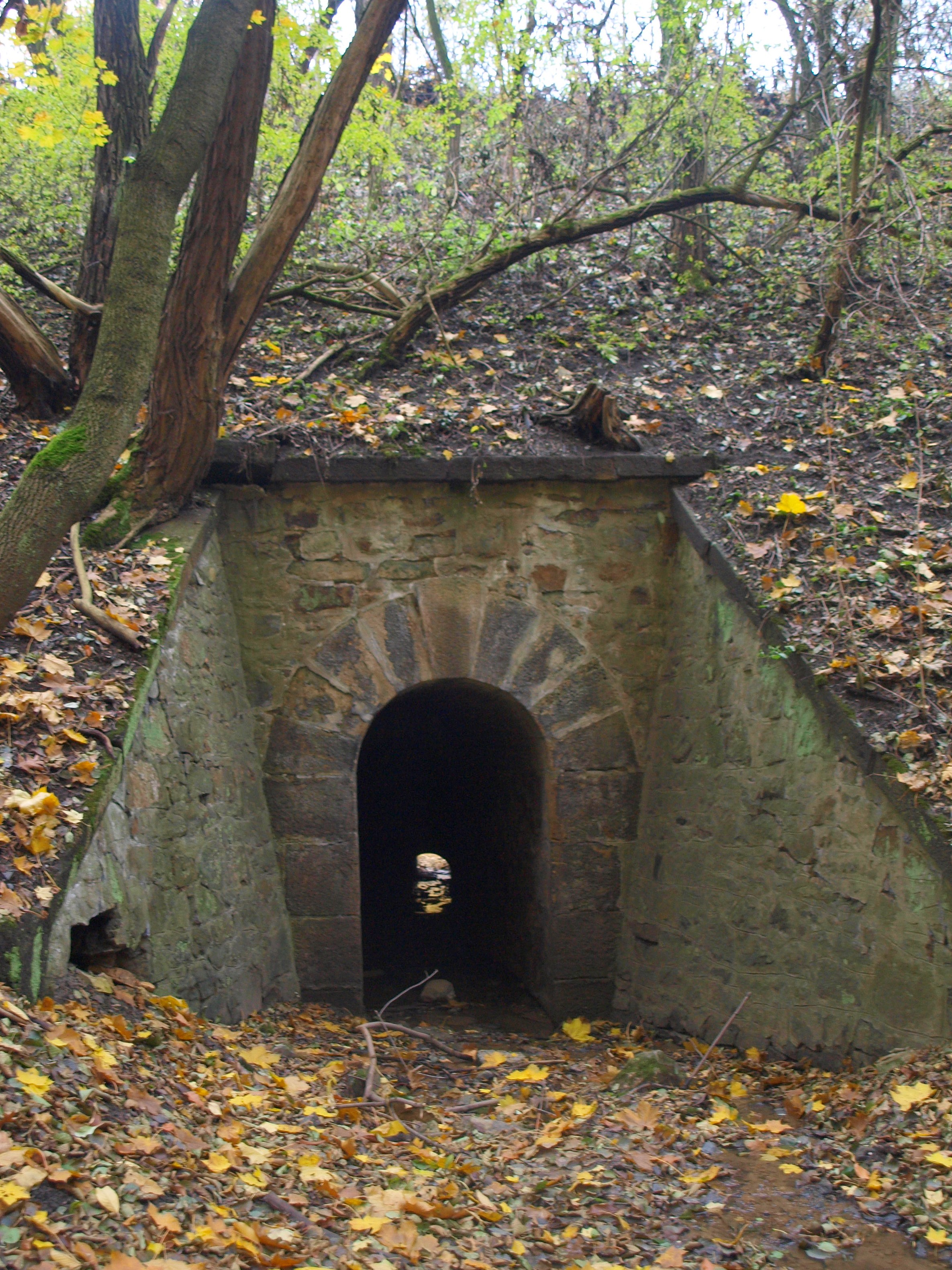
Propustek pod železniční tratí 122 v Košířích v Praze

Dle typu konstrukce se propustky dělí na deskové, rámové, kruhové, tlamové či klenbové. Rámové a klenbové konstrukce se využívají při stavbě propustků s větší světlostí. Propustky je také možno dělit dle materiálu použitého k jeho stavbě a to například na betonové, kamenné, ocelové, dřevěné či plastové.
Stavby propustků jsou většinou typizované a to jako kolmé nebo šikmé s úhlem vůči ose komunikace až 45°. Aby byl zajištěn plynulý tok vody, spád se pohybuje v závislosti na použitém materiálu od 0,5 do 6%.

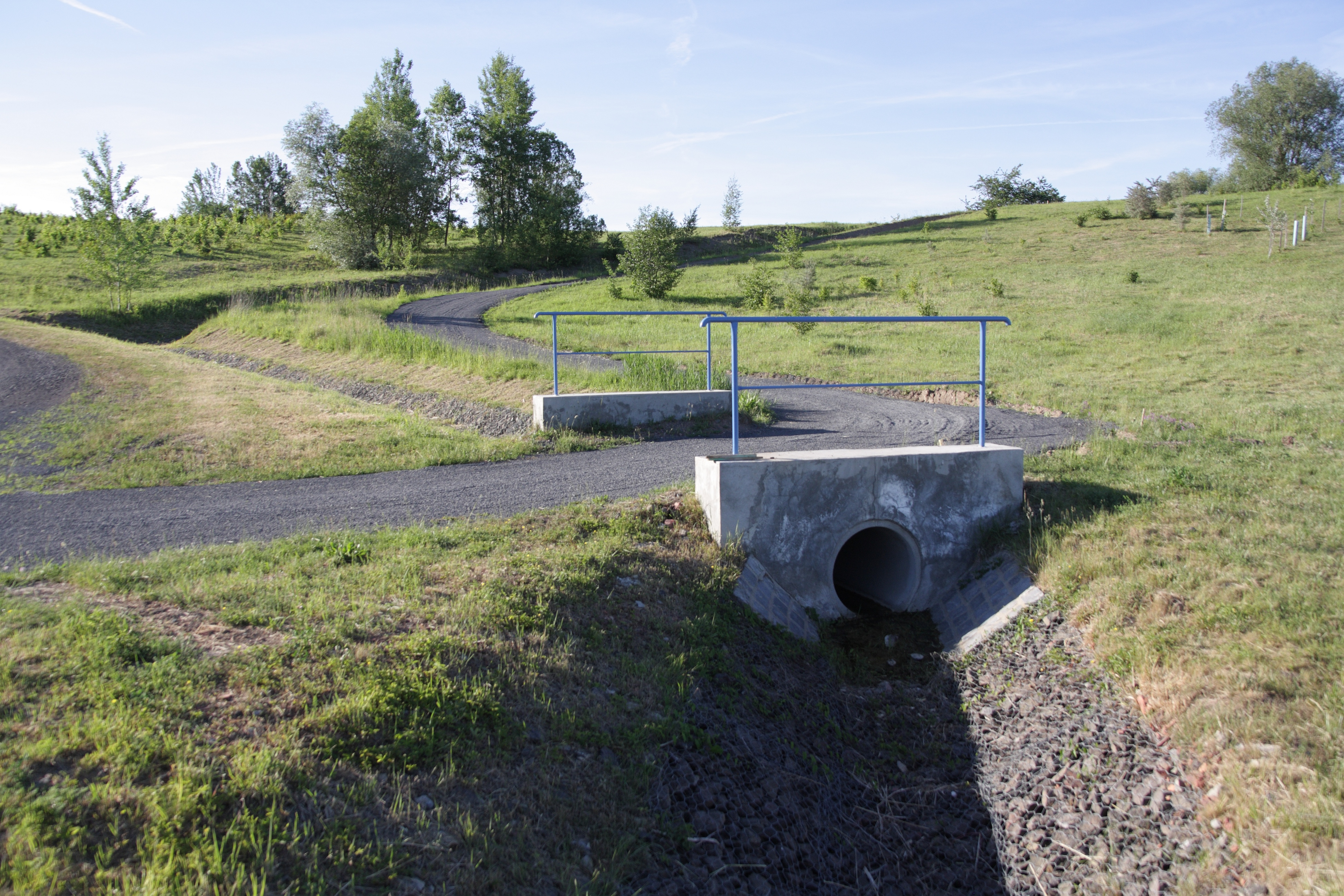
Propustek polní cesty

Propustky bývají s kolmými či šikmými čely. V minulosti se nejčastěji používaly typizované propustky s kolmými čely, v dnešní době je však trend i kvůli bezpečnosti dělat šikmá čela, kdy se plastová či ocelová trouba zařízne podle sklonu svahu a plocha kolem trouby a část koryta se odláždí.
Průměr trouby propustku bývá od 300 do 2200 mm, je-li světlost větší, jedná se již o most. U propustku do délky 6 m smí být použit průměr trouby do 400 mm, mezi další obvyklé rozměry patří 600, 800, 1000, 1200 a 1600 mm. Průměr propustku se označuje zkratkou DN (jmenovitý průměr - např. DN 600). Propustky mohou dosahovat délky i kolem 100 m.